# Georg Pfeilschifter-Baumeister
Georg Pfeilschifter-Baumeister (* 6. Februar 1901 in Bad Aibling; † 2. April 1980 in Freising) war ein deutscher römisch-katholischer Theologe und Kirchenhistoriker.

## Leben
Nach der Gymnasialzeit in Scheyern und Freising studierte er an der Universität München Theologie und Geschichte. Er wurde am 29. Juni 1925 zum Priester geweiht. Nach Kaplansjahren in der Münchner Pfarrei Berg am Laim und am Campo Santo Teutonico wurde er zum 1. November 1929 planmäßiger außerordentlicher Hochschulprofessor in Dillingen an der Donau. Im Sommersemester 1938 vertrat Pfeilschifter neben seiner Dillinger Professur den erledigten kirchengeschichtlichen Lehrstuhl an der Universität Würzburg. Am 1. Januar 1939 wurde er zum ordentlichen Professor für Kirchengeschichte den Mittelalters und der Neuzeit, christliche Dogmen- und Kunstgeschichte in Würzburg ernannt. Die Emeritierung erfolgte am 1. April 1968. Er wurde am 8. April 1980 auf dem Bad Tölzer Waldfriedhof beerdigt.

## Schriften (Auswahl)
- Der Salzburger Kongress und seine Auswirkung 1770–1777. Der Kampf des bayr. Episkopats gegen die staatskirchenrechtliche Aufklärung unter Kurfürst Max III. Joseph (1745–1777). Verhandlungen zu einem ersten bayr. Einheitskonkordat. Paderborn 1929, OCLC 55994597.
- Acta reformationis catholicae Ecclesiam Germaniae concernentia saeculi XVI. Regensburg, OCLC 1277259298.
  - Band 1. 1520 bis 1532. 1959.
  - Band 2. 1532 bis 1542. 1960.
  - Band 3. 1538 bis 1548. Teil 1. 1968.
  - Band 4. 1538 bis 1548. Teil 2. 1971.
  - Band 5. 1538 bis 1548. Teil 3, erste Hälfte. 1973.
  - Band 6. 1538 bis 1548. Teil 3, zweite Hälfte. 1974.